# Icilio Calzolari
Icilio Calzolari (Parma, 2 giugno 1833 – Porto Valtravaglia, 18 dicembre 1906) è stato un fotografo italiano attivo a Milano nella seconda parte del diciannovesimo secolo.
Nel 31 marzo 1866 acquistò lo stabilimento fotografico di Alessandro Duroni in corso Vittorio Emanuele 13 a Milano
Nel 1867 partecipò all'Esposizione di Parigi con una serie di suoi ingrandimenti fotografici.
Nella sua attività di fotografo, si dedica principalmente alla documentazione del patrimonio architettonico e artistico di Milano ed ai cantieri delle opere pubbliche cittadine.
In questo periodo stampa e diffonde fotografie tratte dai negativi di Alessandro Duroni.
Nel 1880 collabora con il fotografo Aurelio Betri di Cremona. Nel 1887 venne insignito della medaglia d'argento per i suoi ritratti durante l'Esposizione italiana di fotografia di Firenze. Nel 1888 vende la sua attività a Guigoni & Bossi.
Continua a fotografare per suo diletto e nel 1891 aderisce al Circolo fotografico lombardo. Nel 1898 ritrae la breccia al Convento dei Cappuccini durante i moti milanesi.
Nel 1912, la sua collezione venne rilevata da G. Comoletti.

## Galleria d'immagini

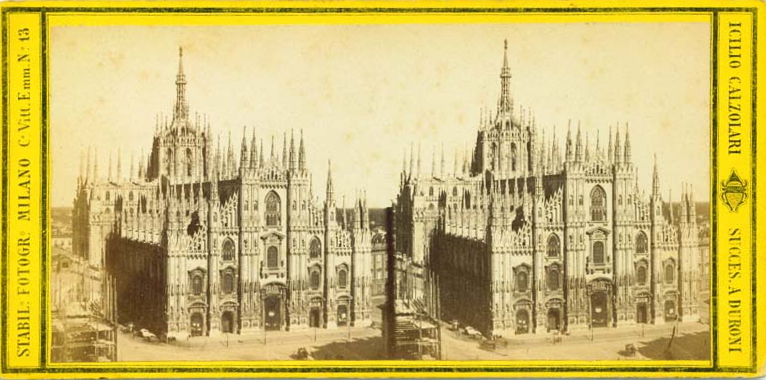
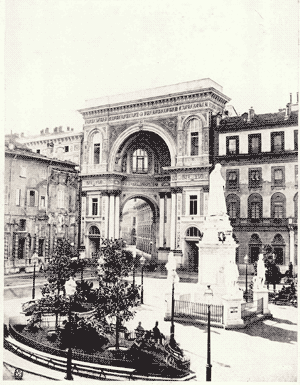
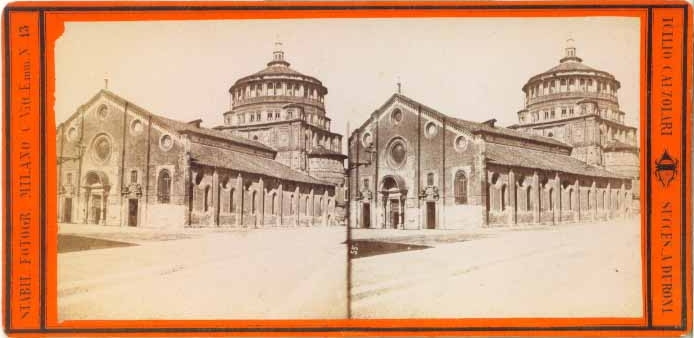
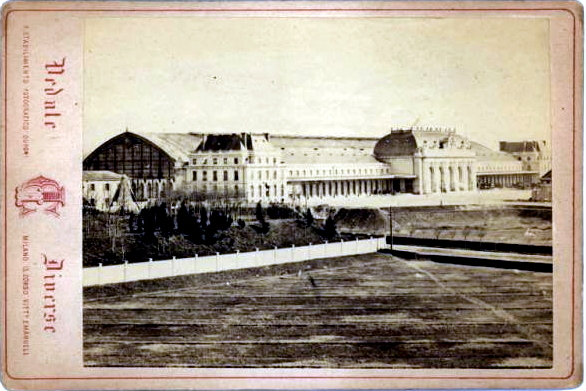